# 津島県直
津島県直（つしまのあがたのあたい）は、対馬国を本拠とした古代日本の豪族。対馬国の国造でもあった。津島は対馬・津嶋とも書く。

## 出自
津島県直の出自は、史書によって異なっている。祖神とされる神は建比良鳥命（『古事記』）、天児屋命（『新撰姓氏録』）、雷大臣命（『新撰姓氏録』）、建弥己々命（『先代旧事本紀』）、天日神命（『先代旧事本紀』）、押瞻命（『新撰亀相記』）が知られる。
本来は『先代旧事本紀』に見えるように、天日神命の末裔を称していたが、中央への進出を有利とするために、卜部を統轄する中臣氏の一族であると系譜を操作したとされる。

## 概要
対馬における前方後円墳の分布から、対馬市美津島町の雞知を本拠としたとする説がある。
『古事記』においては、天照大神と建速須佐之男命との間に生じた5柱のうち、天之菩卑能命の子・建比良鳥命の後裔氏族として名が見える。『日本書紀』には「対馬下県直」と見え、これは津島県直と同族と推測されている。一方、それと対応すると考えられている対馬上県直については、『令集解』「官員令別記」に「津島上県国造」「津島下県国造」とあるため、上県郡にも有力な氏族がいたことは間違いないが、後裔氏族を含めて史料から確認できないため、津島県直との関係は不明である。
『日本書紀』顕宗天皇紀では、阿閉事代に「日神」が憑依し、「磐余（現在の奈良県）の田を高皇産霊に献上しろ」と宣託をし、後に対馬下県直に祀らせたというが、この話に登場する「日神」は津島県直の祖神である天日神命のことであるとされる。そして、津島県直が天日神命を対馬において祀ったのが阿麻氐留神社、畿内において祀ったのが木嶋坐天照御魂神社、天日神命の祖・高皇産霊を祀ったのが目原坐高御魂神社であると考えられている。なお、支族の夜良直（よらのあたい）が祭祀したのが与良祖神社であるとされる。
6世紀以降、対馬国は伊豆国・壱岐国とともに卜部を輩出する国とされ、律令制下においても国造が主体となり「京卜部」を貢上していた。『新撰亀相記』によれば、下県郡からは直・卜部・夜良直各5人が中央に出仕しており、このうち直が津島直県の後裔氏族にあたると考えられ、従来はカバネであった「直」がウヂ名として扱われている。
また律令制下において、直氏は下県郡の郡領を務めており、天安元年（857年）には下県郡擬大領・直浦主が上県郡擬主帳・卜部川知麻呂や党類300人と共に島司館を攻め、島守・立野正岑やその従者を射殺している。なお、直浦主らの罪科を定めた上表文には、上県郡擬少領・直仁徳の名も挙げられており、これを下県郡の直氏と同族とするならば、その勢力は上県郡にも及んでいたこととなる。